# Zaviralec ponovnega privzema dopamina in noradrenalina
Zaviralci ponovnega privzema noradrenalina in dopamina (angl. Norepinephrine–Dopamine Reuptake Inhibitors, kratica NDRI) so antidepresivi in psihostimulansi, ki zavirajo transport sproščenega noradrenalina in dopamina nazaj v živčne končiče. Mednje sodita na primer bupropion in metilfenidat. Posledično povečajo zunajcelično koncentracijo noradrenalina in dopamina v sinaptični špranji ter s tem delovanje obeh živčnih prenašalcev.

## Uporaba
Zaviralci ponovnega privzema noradrenalina in dopamina se uporabljajo za zdravljenje depresije, motnje aktivnosti in pozornosti, narkolepsije in parkinsovove bolezni.

## Seznam učinkovin
Med zaviralce ponovnega privzema noradrenalina in dopamina spadajo, na primer:
- amineptin (Survector, Maneon, Directim)
- bupropion (Wellbutrin)[3]
- dezoksipipradrol (2-DPMP)
- deksmetilfenidat (Focalin)
- difemetoreks (Cleofil)
- difenilprolinol (D2PM)
- etilfenidat
- fenkamfamin (Glucoenergan, Reactivan)
- fenkamin (Altimina, Sicoclor)
- lefetamin (Santenol)
- metilendioksipirovaleronn (MDPV)
- metilfenidat (Ritalin, Concerta, Metadate, Methylin, Rubifen, Stimdate)
- nomifensin (Merital)
- O-2172
- oksolinska kislina
- pipradrol (Meretran)
- prolintan (Promotil, Katovit)
- pirovaleron (Centroton, Thymergix)
- tametralin (CP-24,411)
- WY-46824

Amfetamin in številni njegovi derivati (na primer substituirani amfetamini) so prav tako nekompetitivni in komeptitivni zaviralci prenašalnih beljakovin za noradrenalin, dopamin in tudi serotonin. Afiniteta amfetamina za prenašalno beljakovino za serotonin je majhna v primerjavi z afiniteto za prenašalni beljakovini za noradrenalin in dopamin. Posledično amfetamin pogosto uvrščajo med zaviralce ponovnega privzema noradrenalina in dopamina; substituirani amfetamini pa izkazujejo različne učinke in močneje zavirajo tudi prenašalno beljakovino za serotonin.